# Saguinus imperator
Saguinus imperator  là một loài động vật có vú trong họ Callitrichidae, bộ Linh trưởng. Loài này được Goeldi mô tả năm 1907.
Loài này sinh sống ở tây nam lưu vực Amazon, ở phía đông Peru, phía bắc Bolivia và ở phía tây các bang Acre và Amazonas của Brazil.
Lông của chúng chủ yếu là màu xám, với các đốm màu vàng trên ngực. Bàn tay và bàn chân có màu đen, đuôi màu nâu. Chúng có đặc điểm nổi bật với ria mép dài màu trắng, kéo dài về cả hai bên mặt và vượt quá vai. Chúng đạt đến chiều dài 23–26 xentimét (9–10 in), cộng với một cái đuôi dài 35–41,5 cm (13,8–16,3 in). Nó nặng khoảng 300-400 gram (11-14 oz).

## Hình ảnh

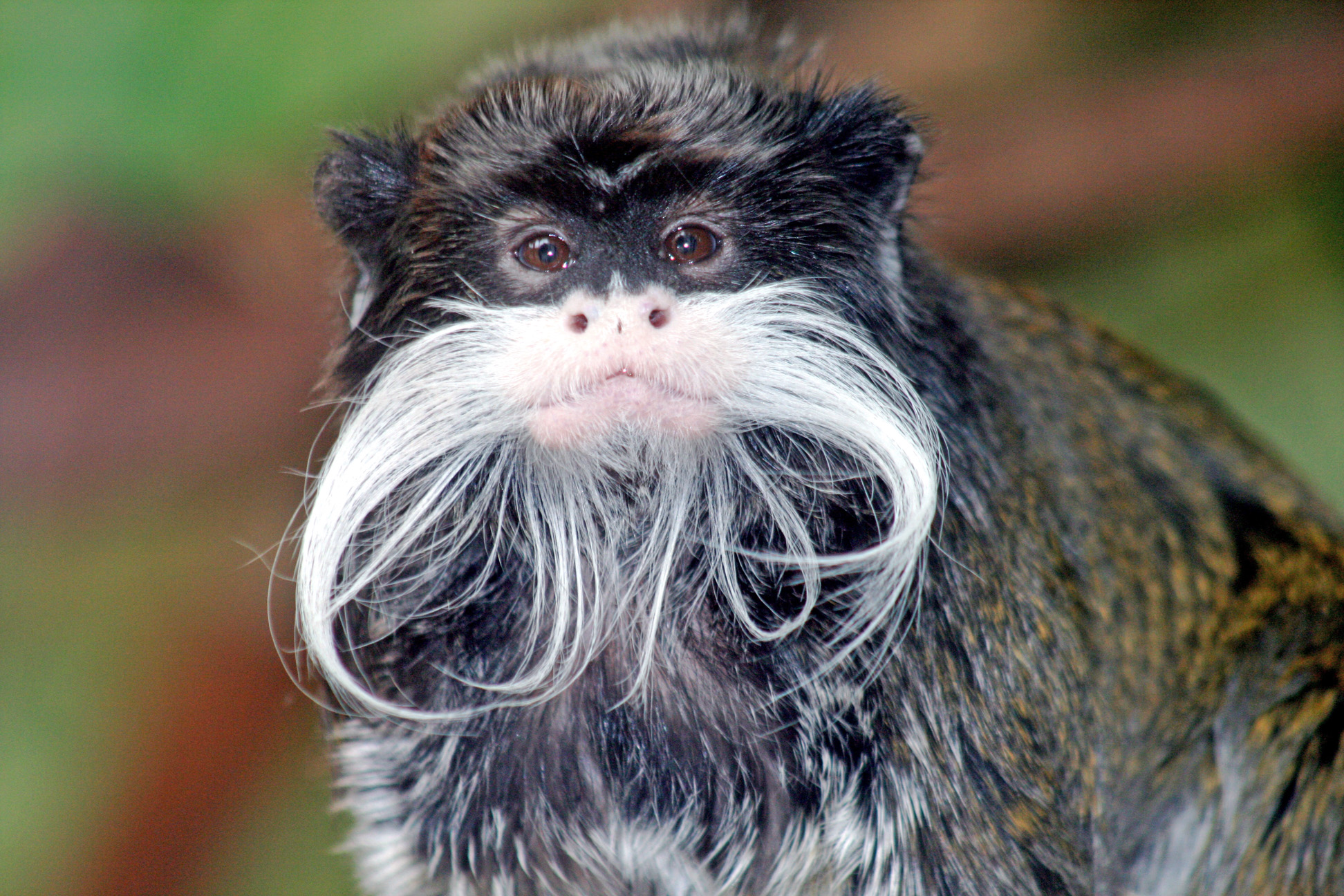
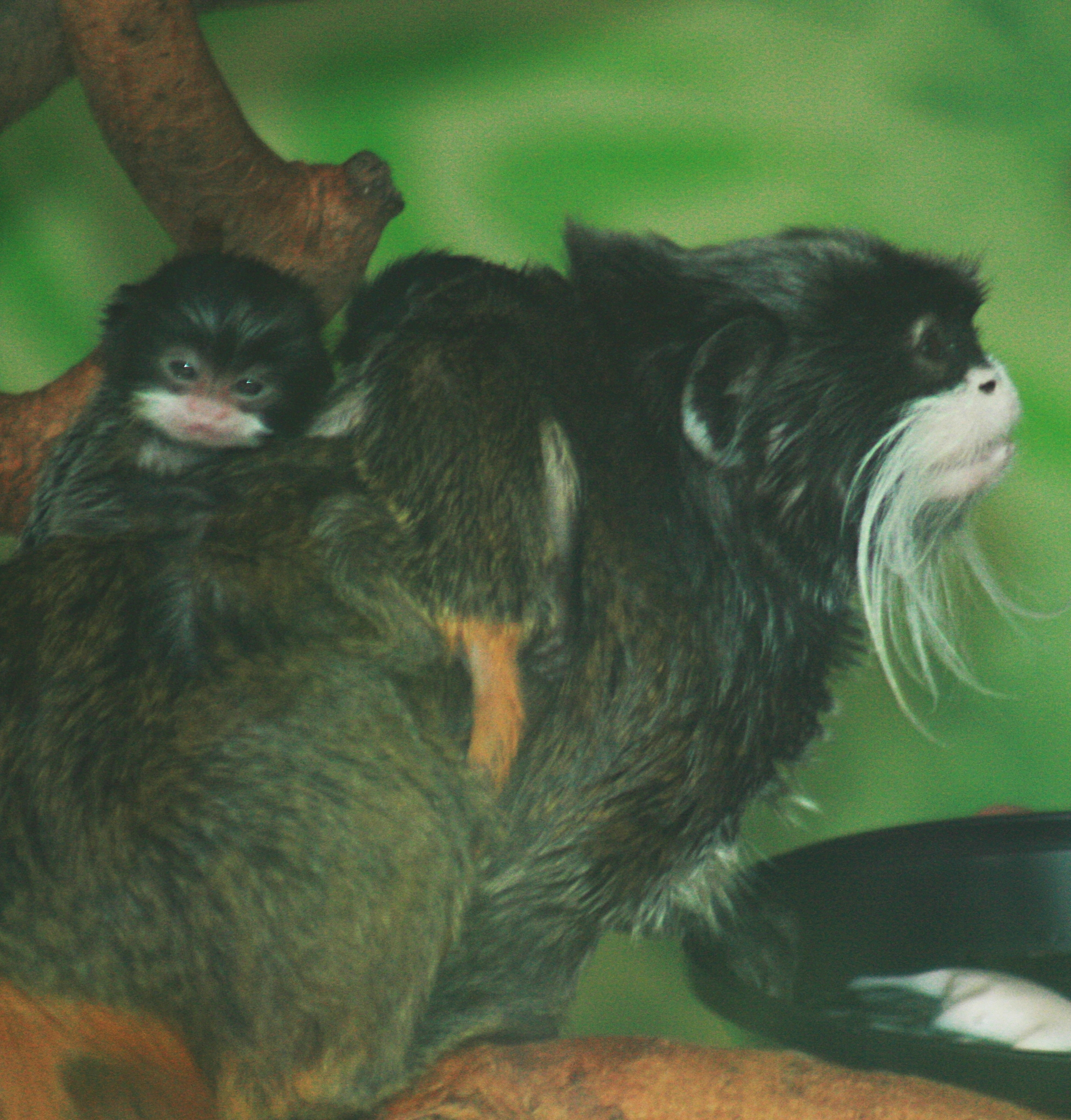
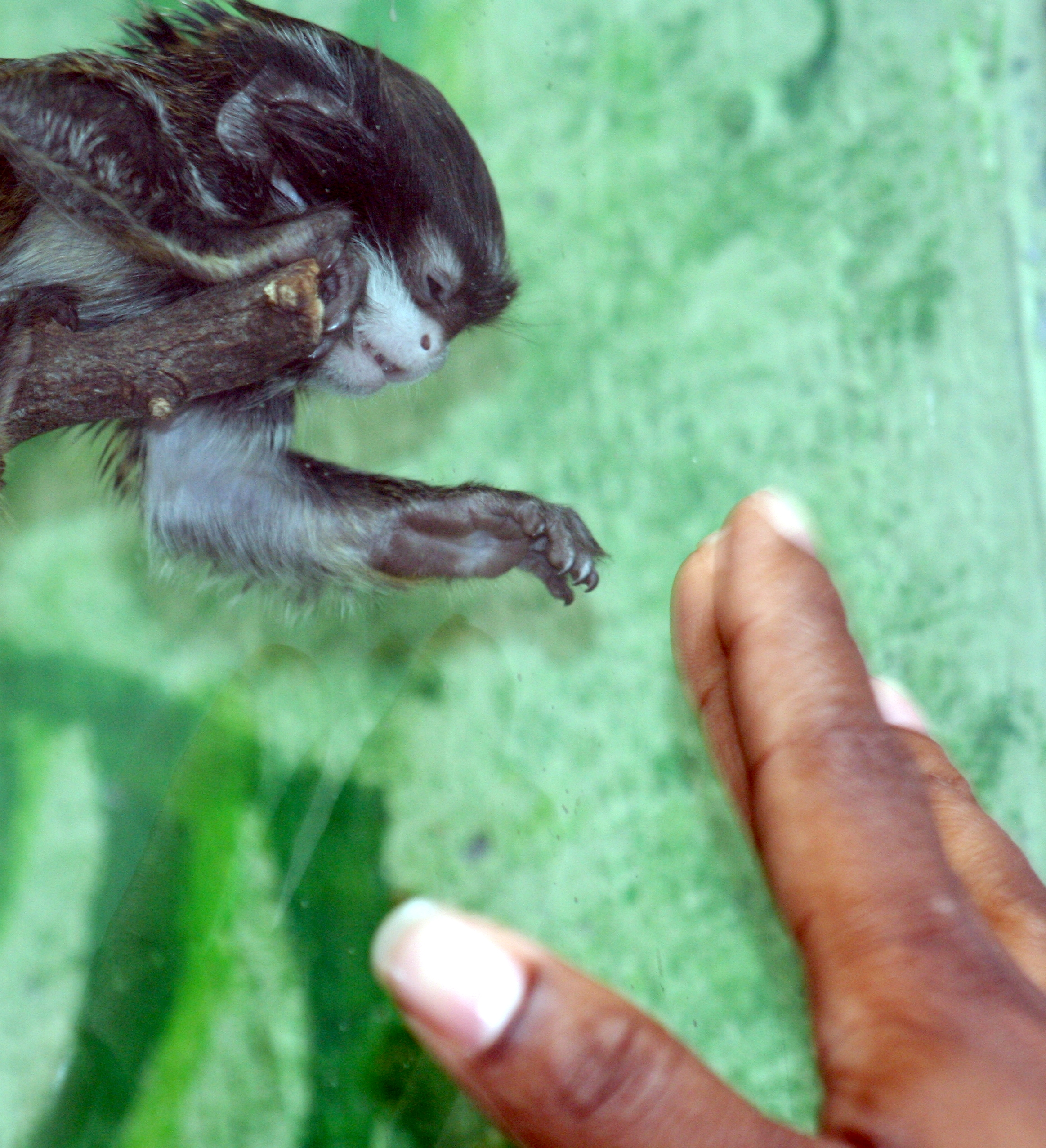
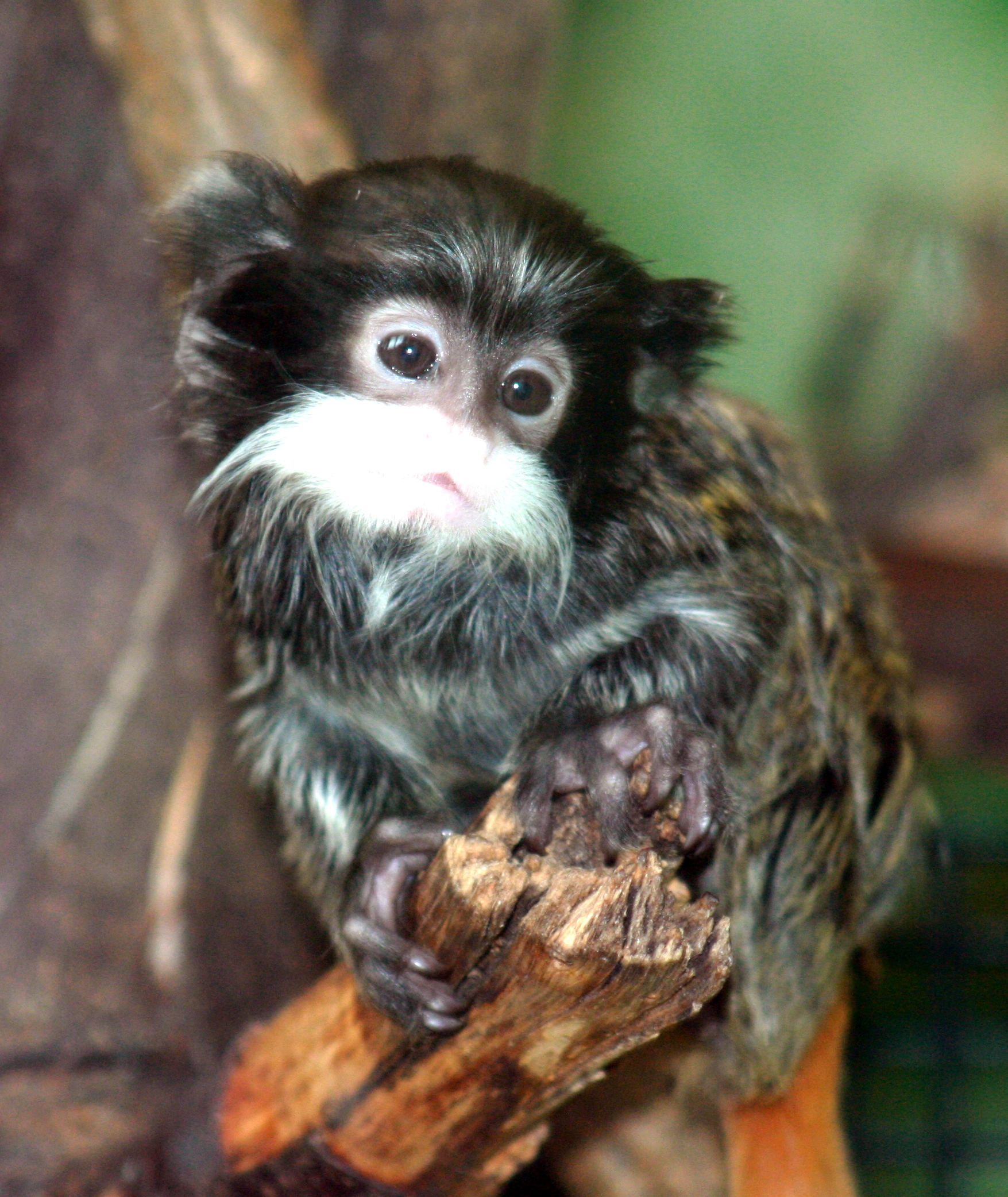